# François Campion
Pour les articles homonymes, voir Campion.
François Campion (Rouen 1686– Paris 1747), (ou pseud. M. L'abbé Carbasus) est un guitariste, théorbiste, luthiste compositeur baroque français et théoricien français.

## Biographie
François Campion est généralement considéré comme le plus important guitariste baroque français après Robert de Visée.
Il succède à Maltot comme guitariste et théorbiste dans l'orchestre de l'Académie royale de Musique de 1703 ou 1704 à 1719.
Maltot lui transmet la règle de l'octave qu'il consignera plus tard dans son Traité d'Accompagnement (1716).
Il reçoit alors le titre Maître de guitare et de théorbe à l'Académie royale de Musique de la part du roi Louis XIV (on pense qu'il a bénéficié la protection du duc de Noailles).
Il utilise des tablatures, très courantes à cette époque, pour l'écriture de ses pièces pour guitare. Il emploie 8 accords. 
On considère ses compositions comme claires et riches en modulations et développant le jeu de l'instrument.
La mode des chansons à boire l'incite à en composer deux recueils à succès.
En 1731, il obtient une permission pour se rendre en Angleterre pendant 6 mois, ce que certains historiens interprètent comme le signe d'une éventuelle filiation avec Thomas Campian.
Le 21 janvier 1734, il fait imprimer les Avantures Pastorales Meslees de Chansons ainsi que d'autres ouvrages de musique dont un Traité de Composition et d'Accompagnement par la Règle de l'Octave.
Campion meurt à Paris le 21 octobre 1747.
Un inventaire posthume de ses biens, daté du 12 février 1748, fait état d'une épinette, de douze théorbes, de quatre luths, et de quatorze guitares.
Tous seront vendus le 19 février 1748 et le 17 avril 1748. Un exemplaire des Nouvelles Découvertes sur la Guitare, augmentées de pièces manuscrites, est remis à la Bibliothèque Royale par son neveu.

## Œuvres
Il a publié de nombreux ouvrages, dont :
- Nouvelles Découvertes sur la Guitare (Paris, 1705).
- Traité d'Accompagnement pour le Théorbe (Paris, 1710)
- Traité d'accompagnement et de composition selon la règle des octaves de musique (Paris, G. Adam, 1716; ré-Ed. Genève, Minkoff 1976) - préfacée d'une Lettre du Sieur Campion à un Philosophe Disciple de la Règle de l'Octave (Paris, G. Adam, 1716; re-Ed. Genève: Minkoff, 1976) - où apparaissent les premières fugues composées pour guitare, augmenté plus tard de l'Addition au traité d'accompagnement par la règle d'octave (Paris, 1730; rééd. en fac-similé : Genève, Minkoff, 1976).
- Avantures Pastorales de Campion (Paris, 1719)[2]
- Avantures Pastorales Meslees de Chansons (Paris, 1734)

### Pièces pour guitare[3]
Il a composé de nombreuses pièces, sonatines, fugues, danses, très innovantes et d'une grande richesse polyphonique.
Le livre Nouvelles Découvertes sur la Guitare (45 p.) comprend plusieurs suites avec huit manières différentes de s'accorder, soit 70 pièces au total.
Mais la copie donnée à la Bibliothèque Royale en 1748 par son neveu contient de nombreuses pièces manuscrites ce qui porte à 126 le nombre de « pièces ».

### Pamphlet
- Lettre de Monsieur l'abbé Carbasus à Monsieur D°°° auteur du « Temple du goust » sur la mode des instruments de musique  (sous pseudonyme Paris, 1739)[2],[5]

## Discographie
- François Campion, a portrait - Éric Bellocq, guitare baroque (2003, Frame)